# دودو (لاعب كرة قدم برازيلي)
دودو (بالبرتغالية: Olegário Tolói de Oliveira) (7 نوفمبر 1939 باراراكوارا في البرازيل - 28 يونيو 2024) هو مدرب كرة قدم ولاعب كرة قدم برازيلي في مركز الوسط. شارك مع منتخب البرازيل لكرة القدم. أما مع النوادي، فقد لعب مع نادي إشبيلية ونادي بالميراس ونادي فيروفياريا وديسبورتيفا كونفيانكا ‏.

## وصلات خارجية
- دودو (لاعب كرة قدم برازيلي) على موقع قاعدة بيانات كرة القدم.إي يو (الإنجليزية)
- دودو (لاعب كرة قدم برازيلي) على موقع عالم كرة القدم.نت (الإنجليزية)